# Skaftá
Skaftá – rzeka w południowej Islandii o długości 115 km i powierzchni dorzecza 1400 km². 
Skaftá to rzeka o mieszanym zasilaniu lodowcowym oraz ze źródeł. Większość stanowią wody z topniejącego lodowca Skaftárjökull, we wschodniej części lodowca Vatnajökull, które latem nadają rzece żółtawy odcień. Uzupełniają je wody wypływające z jeziora Langisjór, które dominują w okresie zimowym – woda jest wtedy przezroczysta. Rzeka płynie w kierunku południowo-zachodnim przez obszar historycznej aktywności wulkanów Laki i Eldgjá. W górnym biegu Skaftá zasilają liczne rzeki i strumienie, z których najważniejsza to: Grjótá, Hellisá oraz Syðri- i Nyrðri-Ófæra. Po minięciu najwyżej położonej w górę rzeki farmy Skaftárdalur, rzeka wypływa na nadbrzeżną równinę, gdzie dzieli się na dwie odnogi. Pierwsza z nich, Eldvatn, płynie na zachód i zasila inną rzekę – Kúðafljót. Druga odnoga, Skaftá właściwa, płynie na wschód w okolice miejscowości Kirkjubæjarklaustur. Za nią skręca na południe i uchodzi w postaci estuarium do Oceanu Atlantyckiego. 
Część wód rzek Eldvatn i Skaftá tworzy na równinie nadbrzeżnej kolejne odnogi, które zanikają płynąc przez pole lawowe Skaftáreldahraun, wypływając następnie w postaci źródeł po jego południowej stronie, by jako rzeka Eldvatn ujść do oceanu kilka kilometrów na południe od ujścia Skaftá.
Na rzece Skaftá średnio co 2 lata zdarzają się powodzie lodowcowe jökulhlaup, wywoływane przez gromadzące się pod lodowcem Vatnajökull wody, topniejące na skutek aktywności geotermalnej. Przepływ rzeki w czasie takiej powodzi może osiągnąć 1500 m³/s w okolicach Skaftárdalur, podczas gdy średnio wynosi on około 115–120 m³/s. Znaczące ilości osadów niesione wówczas przez rzekę nadbudowują nadbrzeżną równinę.
Od nazwy rzeki pochodzi nazwa gminy Skaftárhreppur, w regionie Suðurland. 